# PORTRAIT (久川綾のアルバム)
『PORTRAIT』（ポートレイト）は久川綾が1997年にリリースしたコンピレーション・アルバム。

## 解説
バップからリリースされた久川綾が出演したアニメやラジオの主題歌を集めたコンピレーション・アルバムで、オリジナルアルバム未収録のシングルのカップリング曲等をメインに収録している。

## 収録曲
1. Voice in the Paradise（Rock Version）
  - 作詞：田島浩二、作曲・編曲：百石元
2. 恋は風まかせ（South Wind Version）
  - 作詞・作曲・編曲：田島浩二
3. パンケーキブランチ
  - 作詞・作曲：久川綾、編曲：かわさきみれい
4. 月と太陽のめぐり
  - 作詞：長谷川純、作曲・編曲：内田光一
  - 日本テレビテレビアニメスペシャル『ルパン三世 トワイライト☆ジェミニの秘密』エンディングテーマ
5. DREAM OF YOU
  - 作詞：田島浩二、作曲・編曲：山本はるきち
  - OVA『黄龍の耳』エンディングテーマ
6. 遥かな風
  - 作詞・作曲：田中みほ、編曲：かわさきみれい
  - 日本テレビテレビアニメスペシャル『ルパン三世 トワイライト☆ジェミニの秘密』挿入歌
  - シングル「月と太陽のめぐり」カップリング曲
7. 天へ…
  - 作詞：田島浩二、作曲・編曲：内田光一
  - シングル「この遊歩道が終わるまでに」カップリング曲
8. Merry Christmas
  - 作詞：久川綾、作曲・編曲：山本はるきち
  - シングル「青い空を抱きしめたい」カップリング曲
9. HALLELUJAH（Bosanova Version）
  - 作詞・作曲・編曲：田島浩二
10. だいじょーぶっっ!!
  - 作詞：田島浩二、作曲・編曲：山本はるきち
  - OVA「埼玉暴走最前線 フラッグ! 死にものぐるいの青春!!」エンディングテーマ
  - シングル「Sunday」カップリング曲
11. HAPPY BIRTHDAY TO LOVE
  - 作詞：森田由美、作曲・編曲：広谷順子
  - 文化放送ラジオ『久川綾のSHINY NIGHT』エンディングテーマ